# Simulium stevensoni
Simulium stevensoni är en tvåvingeart som beskrevs av Edwards 1927. Simulium stevensoni ingår i släktet Simulium och familjen knott. Inga underarter finns listade i Catalogue of Life.